# Ammerswil
Ammerswil (gsw.  Ammerschwil) – gmina (Einwohnergemeinde) w Szwajcarii, w kantonie Argowia, w okręgu Lenzburg. Liczy 682 mieszkańców (31 grudnia 2016).